# تایرا نو ساداموری
تایرا نو ساداموری (به ژاپنی: 平 貞盛 Taira no Sadamori)؛ زادهٔ قرن دهم میلادی، تولد نامشخص، مرگ ۱۶ نوامبر ۹۸۹ میلادی) پسر ارشد تایرا نو کونیکا (یوشیموچی) یک سامورایی از خاندان تایرا در اواسط دوره هی‌آن اهل ژاپن بود. شهرت وی به علت شرکت در سرکوب شورش تایرا نو ماساکادو در دهه ۹۳۰ -۹۴۰ میلادی است.
پسر وی تایرا نو کوره‌هیرا نام داشت و جد خاندان ایسه‌هی بود.